# Jan Leon Ziółkowski
Jan Leon Ziółkowski (ur. 2 kwietnia 1889 w Woli Wieruszyckiej, zm. prawdop. 9 kwietnia 1940 w Katyniu) – polski duchowny rzymskokatolicki, starszy kapelan Wojska Polskiego, ofiara zbrodni katyńskiej.

## Życiorys
Urodził się 2 kwietnia 1889 w rodzinie włościańskiej jako syn Jana i Marii z domu Jarotek. Został ochrzczony w kościele parafii św. Bartłomieja Apostoła w Łapanowie. W tej wsi wychowywał się i ukończył czteroklasową szkołę powszechną, po czym kształcił się w Bochni, gdzie w 1909 zdał egzamin dojrzałości w Gimnazjum im. Króla Kazimierza Wielkiego. W 1909 wstąpił do seminarium duchownego w Krakowie. Jednocześnie ukończył studia na Wydziale Teologicznym Uniwersytetu Jagiellońskiego. 29 czerwca 1913 otrzymał święcenia kapłańskie w katedrze wawelskiej z rąk księdza biskupa Adama Stefana Sapiehy. Od 1 września 1913 do 31 sierpnia 1917, podczas trwającej I wojny światowej, był wikarym w parafii Wszystkich Świętych w Babicach oraz katechetą w tamtejszej szkole podstawowej. Podczas działań wojennych na froncie włoskim poległ jego młodszy brat Karol. Od 1 września 1917 do 20 lipca 1919 ksiądz Ziółkowski był katechetą w Szkole Ludowej Żeńskiej im. Urszuli Kochanowskiej w Krakowie.
Jeszcze podczas wojny zgłosił się do funkcji kapelana w Legionach Polskich, lecz nie został przyjęty z uwagi na brak etatów. Po odzyskaniu przez Polskę niepodległości, w 1919 wstąpił do służby duszpasterskiej Wojska Polskiego otrzymując rangę starszego kapelana (równorzędna wówczas stopniowi wojskowemu kapitana) z uwagi na ukończone studia uniwersyteckie. Wkrótce został przydzielony do 5 pułku piechoty Legionów w Wilnie, gdzie 23 lipca 1919 rozpoczął pełnienie funkcji kapelana. W szeregach tej jednostki służył podczas wojny polsko-bolszewickiej, posługując także w wileńskich szpitalach wojskowych. Brał udział w działaniach frontowych pułku na Wileńszczyźnie, w tym uczestniczył w bitwie pod Dynenburgiem (styczeń 1920), wyprawie kijowskiej (kwiecień 1920), Bitwie Warszawskiej (sierpień 1920), bitwie pod Sejnami (wrzesień 1920), bitwie nad Niemnem (wrzesień 1920). Za bohaterstwo, odwagę oraz za wpływ na żołnierzy z marszu na Giby 22 września 1920 w trakcie bitwy pod Sejnami otrzymał 10 stycznia 1921 Krzyż Walecznych, przyznany przez gen. Edwarda Śmigłego-Rydza. Posługę pasterską w 5 pułku piechoty Legionów pełnił do 31 grudnia 1921.
16 grudnia 1921 roku został zatwierdzony z dniem 1 kwietnia 1920 roku w stopniu starszego kapelana, a 3 maja 1922 roku zweryfikowany w tym stopniu ze starszeństwem z dniem 1 czerwca 1919 roku i 27. lokatą w duchowieństwie wojskowym wyznania rzymskokatolickiego. Od stycznia do października 1922 roku był kapelanem 1 Dywizji Piechoty Legionów w Wilnie. Od października 1922 roku był kierownikiem Rejonu Duszpasterstwa Wojskowego na Litwie, w garnizonach Wilno, Stanisławów, Lida i Grodno. Następnie został przeniesiony do Lublina, gdzie od 1 października 1924 do 31 stycznia 1925 był kierownikiem Rejonu Duszpasterstwa Wojskowego. Od 1 lutego 1925 sprawował funkcję kierownika Rejonu Duszpasterstwa Wojskowego w Stanisławowie, od 1 maja 1925 proboszcza tamtejszej parafii wojskowej pod wezwaniem świętego Stanisława Biskupa. 20 września 1930 roku otrzymał przeniesienie do Korpusu Ochrony Pogranicza na stanowisko kapelana Brygady KOP „Podole” w Czortkowie i proboszcza tamtejszego kościoła garnizonowego oo. dominikanów. Od 16 maja 1937 roku był kierownikiem Rejonu Duszpasterstwa Wojskowego w Jarosławiu, administratorem i dziekanem tamtejszego kościoła garnizonowego. W sierpniu 1939 roku zgodnie z przydziałem mobilizacyjnym objął stanowisko szefa służby duszpasterskiej 24 Dywizji Piechoty w Jarosławiu. W tym czasie podczas mobilizacji zarządzonej wobec zagrożenia konfliktem zbrojnym przebywał na ćwiczeniach i manewrach polowych udzielając żołnierzom wsparcia duchowego.
Po wybuchu II wojny światowej we wrześniu 1939 uczestniczył w polskiej wojnie obronnej jako proboszcz 24 Dywizji Piechoty w składzie Armii „Karpaty”. Wraz z jednostką przeszedł szlak bojowy przez Tarnów, Pilzno, Strzyżów, Sądową Wisznię, Birczę, Przemyśl, Janów oraz walki pod Wereszczycą. W dniu agresji ZSRR na Polskę 17 września 1939 odprawił dla żołnierzy poranną mszę świętą polową i tego samego dnia w drodze z Tarnopola do Buczacza, w okolicach Trembowli dostał się do niewoli sowieckiej. W pierwszą noc niewoli mając możliwość ucieczki w Kopyczyńcach, zrezygnował z niej pozostając z wziętymi do niewoli polskimi jeńcami. Trafił do punktu zbornego w Jarmolińcach, następnie do obozu przejściowego w Putywl, po czym od 4 listopada 1939 był przetrzymywany w obozie w Kozielsku, gdzie nadal pełnił posługę duszpasterską wśród osadzonych żołnierzy, odtąd w formie niejawnej z uwagi na odgórny zakaz prowadzenia kultu religijnego wydany przez administrację obozową. W tym czasie został ukarany kilkutygodniowym pobytem w karcerze (ciężki areszt) za uczestnictwo w nabożeństwie. Po wywiezieniu z obozu kozielskiego duchownych różnych obrządków do moskiewskiego więzienia na Łubiance w przededniu wigilii Bożego Narodzenia 24 grudnia 1939 (ksiądz Ziółkowski prawdopodobnie został wówczas przeoczony przez władze sowieckie; w odnalezionych pamiętnikach obozowych ppor. Bronisław Wajs zanotował pod datą 20 grudnia 1939, iż ksiądz Ziółkowski został karnie „zamknięty do tiurmy na siedem dni”; natomiast jak przypuszczał ocalały inny jeniec Stanisław Swianiewicz, władze obozowe mogły nie zorientować się, iż Ziółkowski jest duchownym z uwagi na jego umundurowanie oficerskie) pozostał ostatnim kapelanem obozowym w Kozielsku aż do jego likwidacji na wiosnę 1940. Po kryjomu i szybko odprawiał mszę świętą w piwnicy zabudowań oraz udzielał komunię świętą, przekazywał także żołnierzom książki do nabożeństwa, w tym O naśladowaniu Chrystusa autorstwa Tomasza Kempisa, które stanowiły dla nich oparcie duchowe. W marcu 1940 był spowiednikiem setek jeńców w czasie świąt Wielkanocnych. Podczas trwających wywózek z obozu, w niedzielę 7 kwietnia 1940 został wywołany do transportu, po czym odbyło się ostatnio tajne nabożeństwo dla jeńców, o czym wspomniał w ocalałym pamiętniku ppor. Dobiesław Jakubowicz. Tego samego dnia ksiądz Ziółkowski został zabrany z grupą jeńców (byli wśród nich generałowie Mieczysław Smorawiński, Bronisław Bohaterewicz i Henryk Minkiewicz oraz ok. 120 oficerów wyższych) do Katynia i prawdopodobnie 9 kwietnia 1940 (w tym samym transporcie był m.in. Adam Solski, który prowadził pamiętnik z ostatnim wpisem tego dnia, relacjonującym przewiezienie do lasu i rewizję) jako jeniec 1801 rozstrzelany przez funkcjonariuszy Obwodowego Zarządu NKWD w Smoleńsku oraz pracowników NKWD przybyłych z Moskwy na mocy decyzji Biura Politycznego KC WKP(b) z 5 marca 1940. Jest pochowany na terenie obecnego Polskiego Cmentarza Wojennego w Katyniu, gdzie w 1943 jego ciało zostało zidentyfikowane w toku ekshumacji prowadzonych przez Niemców pod numerem 487 (przy zwłokach zostały odnalezione wizytówka, legitymacja odznaki KOP, dwie fotografie, drewniana papierośnica oraz dewocjonalia: dwa modlitewniki, różaniec, dwa łańcuszki na szyję). Przed egzekucją został prawdopodobnie zmasakrowany przez oprawców. Dokonująca w 1943 obdukcji komisja sądowo-lekarska wskazała na bestialski sposób pozbawienia życia księdza Ziółkowskiego.

## Ordery i odznaczenia
- Krzyż Komandorski Orderu Odrodzenia Polski (2007, pośmiertnie)[2]
- Krzyż Walecznych (1921)
- Złoty Krzyż Zasługi (1938, „za wybitną i gorliwą pracę duszpasterską w Wojsku Polskim”)
- Medal Pamiątkowy za Wojnę 1918–1921 (1928)
- Medal Dziesięciolecia Odzyskanej Niepodległości (1929)
- Odznaka pamiątkowa Korpusu Ochrony Pogranicza (1932)[17]
- Medal 10 Rocznicy Wojny Niepodległościowej (Łotwa)[18]

## Upamiętnienie

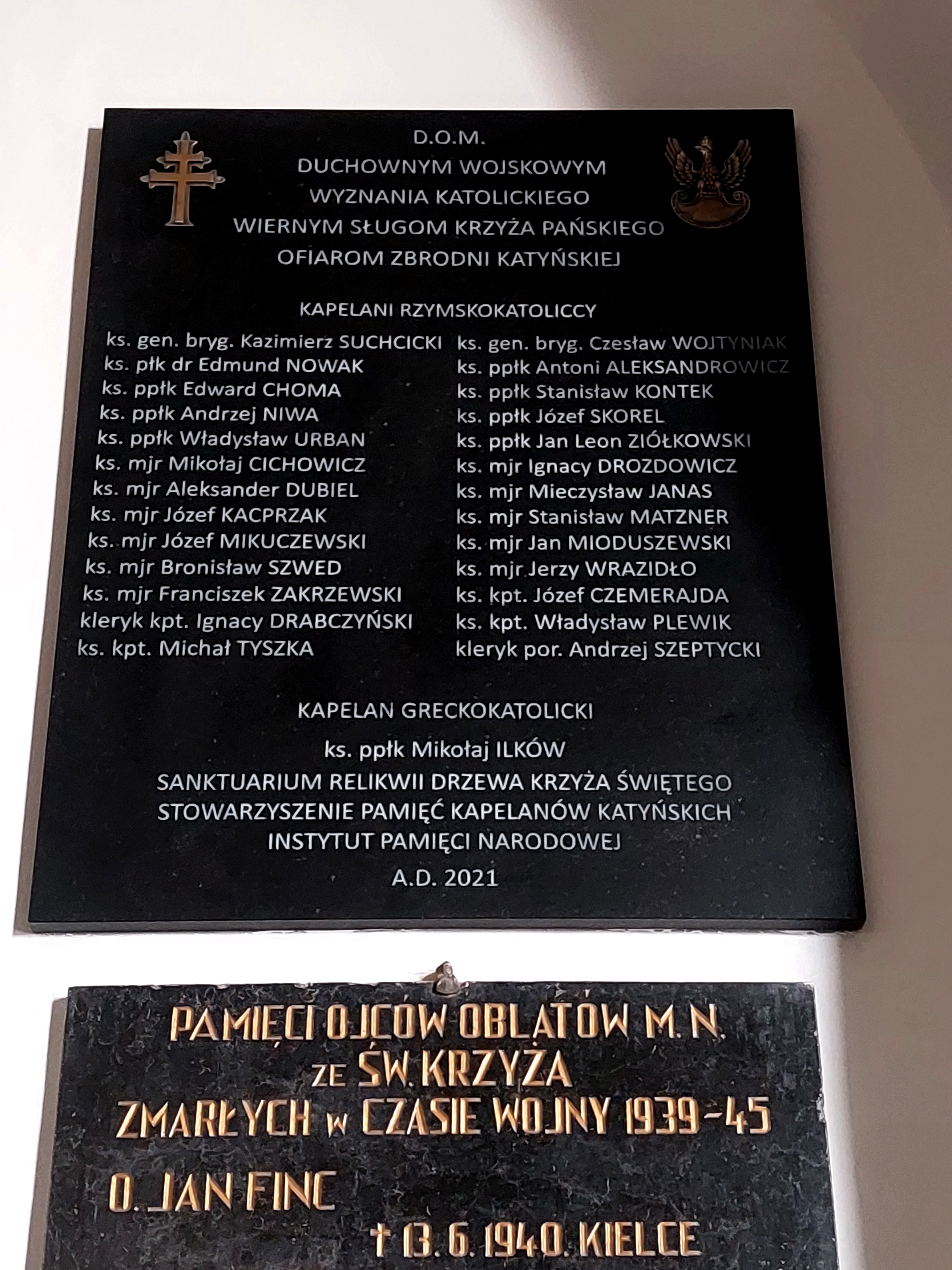
Tablica upamiętniająca duchownych zamordowanych w ramach zbrodni katyńskiej odsłonięta w 2021 roku w krużganku bazyliki mniejszej pw. Trójcy Świętej i sanktuarium Relikwii Drzewa Krzyża Świętego na Świętym Krzyżu

Ukazały się publikacje o księdzu Ziółkowskim: Ksiądz Ziółkowski ostatni kapelan z Kozielska (2003, autorzy: Zdzisław Peszkowski, Barbara Ziółkowska-Tarkowska; Stanisław Zygmunt Zdrojewski; wydana przez Fundację "Golgota Wschodu"), Katyńczyk AM 487: wspomnienia o księdzu kapelanie J.L. Ziółkowskim (2006), Ksiądz Ziółkowski – droga do Katynia (2010) – dwie ostatnie napisała bratanica księdza, Barbara Ziółkowska-Tarkowska.
Minister Obrony Narodowej decyzją Nr 439/MON z 5 października 2007 awansował go pośmiertnie do stopnia podpułkownika. Awans został ogłoszony 9 listopada 2007 w Warszawie, w trakcie uroczystości „Katyń Pamiętamy – Uczcijmy Pamięć Bohaterów”.
29 lipca 2007 w kościele Redemptor Hominis parafii św. Bartłomieja Apostoła w Łapanowie została odsłonięta Gablota Pamięci ks. Jana Leona Ziółkowskiego. Przy tej świątyni 19 maja 2009 został odsłonięty obelisk wraz z tablicą pamiątkową upamiętniający ks. Ziółkowskiego; inskrypcja brzmi: „Imię moje Jan Leon Ziółkowski. Wyrosłem z tej ziemi”. Obok zostało także umieszczone epitafium katyńskie upamiętniające księdza.
W ramach akcji „Katyń... pamiętamy” / „Katyń... Ocalić od zapomnienia” księdza Ziółkowskiego uhonorowano poprzez zasadzenie Dębów Pamięci: 17 września 2009 w Połczynie-Zdroju, 13 kwietnia 2010 w Bochni, 19 kwietnia 2010 przy Zespole Szkół im. Jana Pawła II w Łapanowie.
Janowi Leonowi Ziółkowskiemu został poświęcony jeden z odcinków filmowego cyklu dokumentalnego pt. Epitafia katyńskie (2010).
12 maja 2019 w Kalwarii Pacławskiej, odbyła się uroczystość związana z odsłonięciem oraz poświęceniem tablicy pamiątkowej i Alei Dębów Pamięci Kapelanów Katyńskich przy kaplicy „Ukrzyżowanie”. Wśród 32 kapelanów wojskowych różnych wyznań, zamordowanych w Katyniu i innych miejscach kaźni w 1940, jest wymieniony ppłk Jan Leon Ziółkowski.

## Proces beatyfikacyjny
Były jeniec Kozielska, ksiądz Zdzisław Peszkowski zainicjował proces beatyfikacyjny ks. Jana Leona Ziółkowskiego oraz zajął się gromadzeniem dokumentacji i świadectw. W styczniu 2011 Stowarzyszenie Rodzina Katyńska w Warszawie zgłosiło księdza Jana Leona Ziółkowskiego, jako jednego z 24 kapelanów wojskowych jako kandydatów do procesu beatyfikacyjnego Męczenników Wschodu (1917–1989). Episkopat Polski powierzył przygotowania do rozpoczęcia procesu beatyfikacyjnego Męczenników Wschodu bp. Antoniemu Dydyczowi. Powstała modlitwa o beatyfikację ks. Jana Leona Ziółkowskiego.